# 鄧俊文
鄧 俊文（とう しゅんぶん、ジョーダン・タン・チュンマン、英語: Jordan Tang Chun Man、1995年5月20日 - ）は、香港の男子バドミントン選手。世界ランク最高位は2位。

## 経歴
2020年東京オリンピックでは、3位決定戦で日本の渡辺勇大 / 東野有紗に敗れ、あと一歩というところで五輪メダルを逃した。